# Syrischer Arabischer Fußballverband
Der Syrische Arabische Fußballverband (arabisch الاتحاد العربي السوري لكرة القدم, DMG al-ittiḥād al-ʿarabī as-sūrī li-kurat al-qadam) wurde 1936 gegründet und trat 1937 dem Fußball-Weltverband (FIFA) bei. Damit ist der Verband einer der ältesten Asiens. 1969 wurde er in den Asiatischen Fußballverband (AFC) aufgenommen, nachdem die Syrer bereits in den 1950er Jahren mehrere Spiele im Rahmen der Qualifikation zur Fußball-Weltmeisterschaft bestritten hatten.
Dem syrischen Fußballverband gehören derzeit etwa 120 Klubs mit insgesamt 25.000 Spielern, 425 Schiedsrichtern und 1500 Trainern an.
Der Verband organisiert die Syrische Profiliga und den Pokal der Republik.